# Ghergheveț, Sliven
Ghergheveț (în bulgară Гергевец) este un sat în comuna Sliven, regiunea Sliven,  Bulgaria. 

## Demografie
Componența etnică a satului Ghergheveț
     Romi (41,03%)
     Turci (2,08%)
     Bulgari (56,01%)
     Nicio identificare (0,85%)
La recensământul din 2011, populația satului Ghergheveț era de 814 locuitori. Din punct de vedere etnic, majoritatea locuitorilor (56,01%) erau bulgari, existând și minorități de romi (41,03%) și turci (2,08%). Pentru 0,85% din locuitori nu este cunoscută apartenența etnică.